# Tarnița (okręg Jassy)
Tarnița – wieś w Rumunii, w okręgu Jassy, w gminie Dagâța. W 2011 roku liczyła 114 mieszkańców.